# Otępienie czołowo-skroniowe i parkinsonizm sprzężony z chromosomem 17
Otępienie czołowo-skroniowe i parkinsonizm sprzężony z chromosomem 17 (FTDP-17, ang. frontotemporal dementia and parkinsonism linked to chromosome 17) – neurodegeneracyjna choroba ośrodkowego układu nerwowego należąca do tauopatii o dziedziczeniu autosomalnym dominującym.
Charakteryzuje się 3 osiowymi objawami: zaburzeniami zachowania i zmianami osobowościowymi, zespołem demencyjnym i zaburzeniami motorycznymi.
Średni wiek zachorowania to ok. 45 lat. Choroba szybko postępuje, prowadząc do zgonu przeciętnie w ciągu ok. 8 lat.
Zapadalność i chorobowość nie została ustalona, ale otępienie czołowo-skroniowe i parkinsonizm sprzężony z chromosomem 17 należy do chorób bardzo rzadkich.

## Objawy
- zaburzenia osobowości i zachowania (otępienie czołowo-skroniowe)
- zespół parkinsonowski (częściowo podatny na leczenie lewodopą, jedynie w początkowej fazie choroby)
- zaburzenia pamięci
- dodatkowe objawy: zaburzenia mowy, połykania, amiotrofie, zaburzenia ruchów gałek ocznych, apraksje, mioklonie, padaczka, spastyczność (pojawiają się stosunkowo wcześnie)

## Diagnostyka
Objawy kliniczne. Badanie genetyczne.

## Neuropatologia
W badaniu makroskopowym stwierdza się zanik kory płatów czołowych i skroniowych. Odbarwienie istoty czarnej i miejsca sinawego.
W badaniu mikroskopowym: złogi białka tau w neuronach i, w niektórych postaciach, w komórkach glejowych, głównie w korze mózgowej i istocie białej, oraz w jądrach podkorowych.

## Leczenie
Brak leczenia przyczynowego. Dostępne tylko leczenie objawowe.